# Spatulosminthurus flaviceps
Spatulosminthurus flaviceps är en urinsektsart som först beskrevs av Tycho Fredrik Hugo Tullberg 1871.  Spatulosminthurus flaviceps ingår i släktet Spatulosminthurus, och familjen Sminthuridae. Arten är reproducerande i Sverige.